# Peter Marquart
Peter Marquart (* ca. 1956; † 26. Oktober 2009) war ein deutscher Bauingenieur. Von 2002 bis 2008 war er Gesamtprojektleiter für das Bahnprojekt Stuttgart–Ulm (Stuttgart 21 und Neubaustrecke Wendlingen–Ulm).

## Werdegang
Marquart kam im Architekturbüro seiner Eltern früh mit der Welt des Bauens in Berührung. Er studierte an der Universität Stuttgart Bauingenieurwesen mit Schwerpunkt Verkehrsplanung.
Marquart arbeitete sein Berufsleben lang an Bahnprojekten, unter anderem an der Schnellfahrstrecke Mannheim–Stuttgart und der Neu- und Ausbaustrecke Karlsruhe–Basel. Nach dem Studium arbeitete Marquart einige Jahre in der Bauindustrie, bevor er Berater wurde. Er betreute dabei fast ausschließlich Bahnprojekte. Unter anderem arbeitete fast vier Jahre für DE-Consult in Berlin.
Vor seiner Tätigkeit als Stuttgart-21-Projektleiter war Marquart wiederum bei der DE-Consult beschäftigt, die in der DB ProjektBau aufgegangen war. Von Mai 1998 bis November 2000 war er Prokurist der Gesellschaft.

## Projektleiter des Bahnprojekts Stuttgart–Ulm
Marquart wurde 2002 Projektleiter des Bahnprojekts Stuttgart–Ulm. Er trat damit an die Stelle von Reimar Baur, der diese Funktion seit 1996 ausübte. Er arbeitete zunächst für die DB Projekte Süd GmbH.
Um 2003 stand er dabei dem für Stuttgart 21 zuständigen Projektzentrum Stuttgart I der DB ProjektBau vor, das mit rund 80 Mitarbeitern und einem Planungsbudget von 220 Millionen Euro die Projekte Stuttgart 21, Neubaustrecke Wendlingen–Ulm und Neu-Ulm 21 plante.
Als Projektleiter fertigte er Vorentwurfsplanungen und bereitete Planfeststellungsunterlagen vor. In dieser Funktion führte er unter anderem im Jahr 2003 den Erörterungstermin für den neuen Stuttgarter Hauptbahnhof und den Fildertunnel durch. 2004 begleitete er den Erörterungstermin der Tunnels Bad Cannstatt, Feuerbach und Obertürkheim.
Nachdem sich die Entscheidung über die Realisierung des Projekts immer wieder verschoben hatte, oblag es ihm darüber hinaus, die Planung an neue Vorschriften anzupassen. Um 2007 unterstand ihm ein 65-köpfiges Planungsteam. Anfang 2008 führte er ein 25-köpfiges Team.
Laut einem Medienbericht sei Marquart in Politik und Wirtschaft als Projektleiter geschätzt gewesen.
Ende Februar 2008 teilte die Deutsche Bahn überraschend mit, Peter Marquart als Projektleiter für Stuttgart 21 und die Neubaustrecke Wendlingen–Ulm abzulösen. Auf Anordnung von Hartmut Mehdorn wurde er mit Wirkung zum 1. April 2008 durch Hany Azer ersetzt. Noch Mitte März 2008 vertrat Marquart das Projekt. Die Deutsche Bahn nahm zu den Gründen für die Ablösung keine Stellung.

## Privatleben
Marquart war Vater einer Tochter. Zu seinen Hobbys zählten Ski- und Radfahren.
Er starb am 26. Oktober 2009 im Alter von 53 Jahren. Er lebte zuletzt im Filderstädter Stadtteil Plattenhardt.